# Tranzistorový přijímač

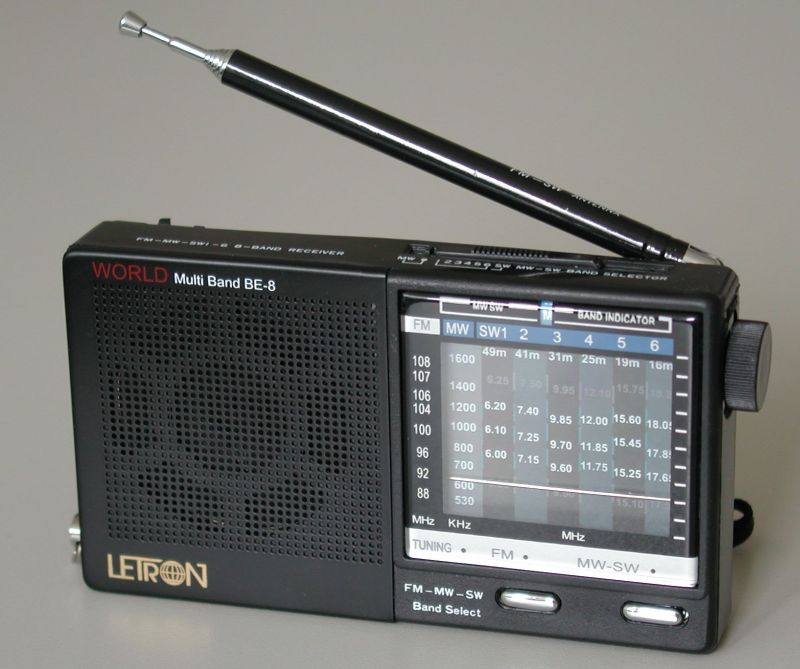
Tranzistorový přijímač

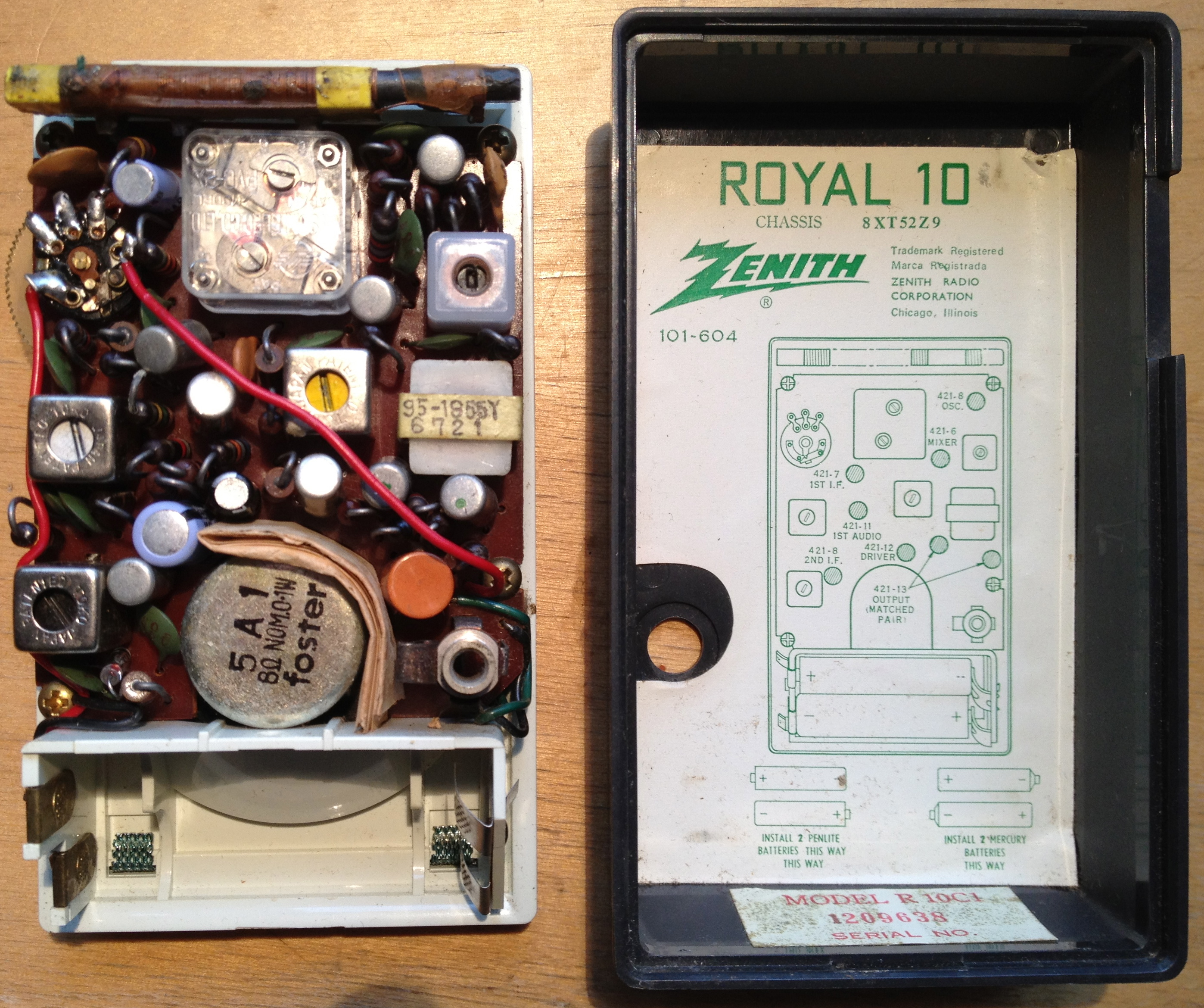
Typické vnitřní uspořádání

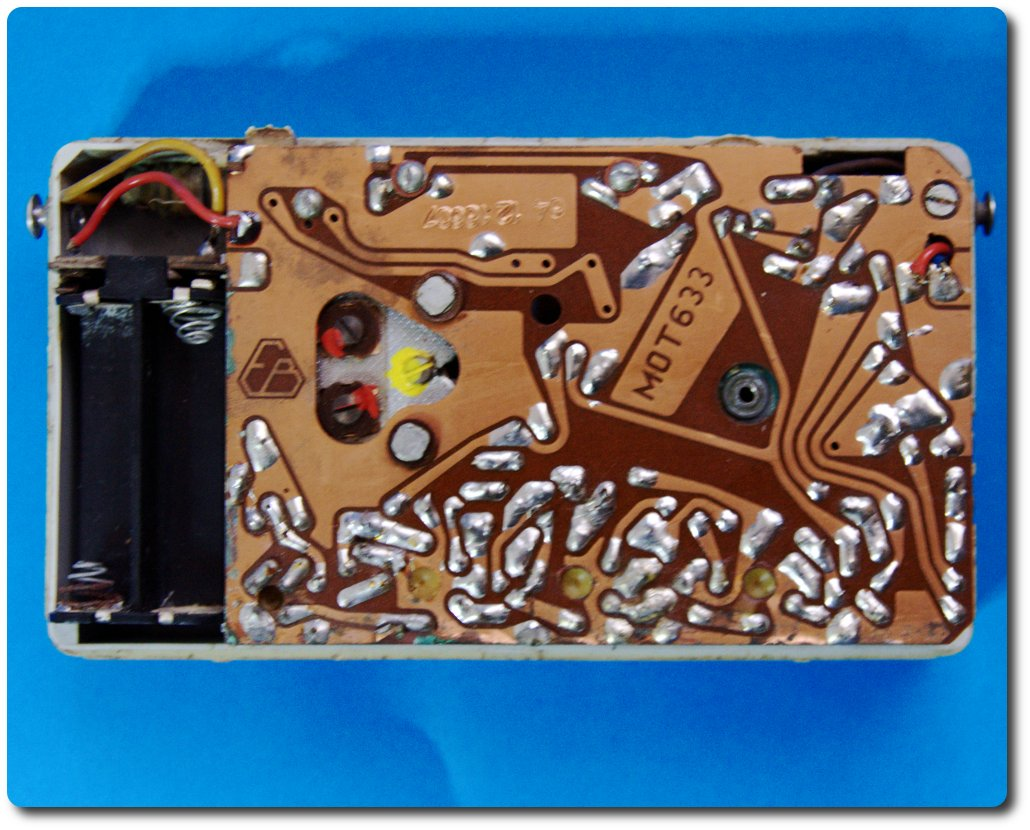
Plošné spoje

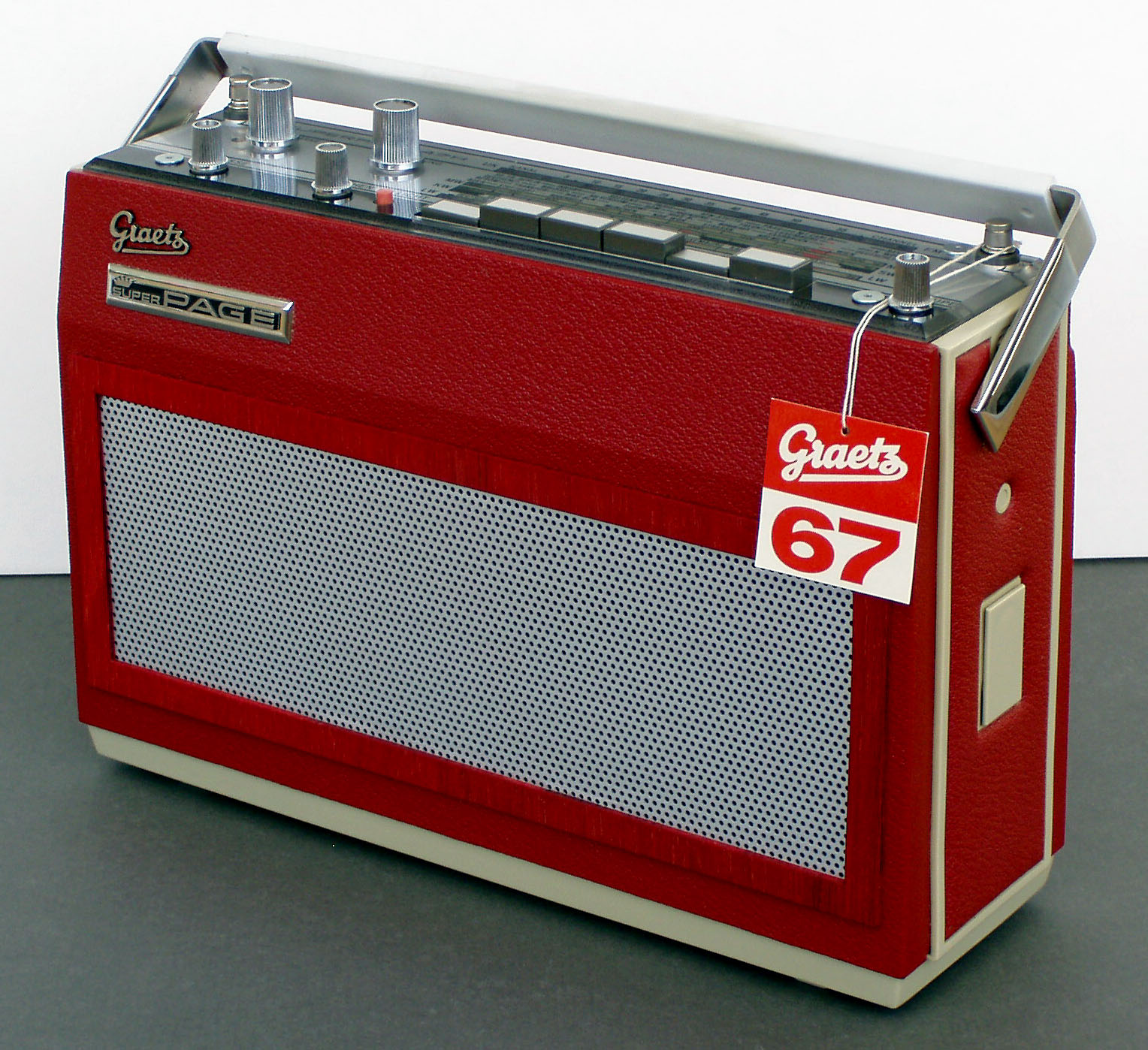
Přenosný tranzistorový přijímač

Tranzistorový přijímač (hovorově tranzistorák) je rozhlasový přijímač, jehož elektronické obvody jsou založeny na tranzistorech, hovorově obecně synonymum pro malé přenosné rádio. Po uvedení prvního sériově vyráběného tranzistorového přijímače na trh v roce 1954 získaly tranzistorové rádiopřijímače velkou popularitu. V období let 1960 až 1970 se jich vyrobilo ve světě velké množství. Tranzistorové přijímače v kapesním provedení s bateriovým napájením umožnily poslech rozhlasového vysílání prakticky kdekoliv v dosahu rozhlasových vysílačů.

## Historie
Bellovy laboratoře představily v roce 1947 první tranzistor. Byl to výsledek práce vědeckého týmu, který tvořili William Shockley, Walter Houser Brattain a John Bardeen. V polovině roku 1948 společnost uspořádala tiskovou konferenci, na níž byl představen prototyp jednoduchého tranzistorového přijímače.
V následujících letech představila řada společností prototypy tranzistorových přijímačů, ale žádný z nich se nedostal do sériové výroby. Například v roce 1953 bylo předvedeno v Düsseldorfu na veletrhu rozhlasu funkční celotranzistorové rádio německé firmy Intermetall, ale nedostalo se do výroby. Společnost Radio Corporation of America představila prototyp tranzistorového rádia již roku 1952, ale sériovou výrobu nezahájila.
Použití tranzistorů jako zesilovacích prvků znamenalo, že rádiopřijímače byly menší a měly nižší spotřebu energie než elektronkové přijímače. Z hlediska spotřeby energie je důležité, že tranzistory na rozdíl od elektronek nepotřebují žhavení. Co se týče obvodového řešení, spočívá hlavní odlišnost v tom, že vstupní impedance bipolárního tranzistoru je nízká, zatímco vstupní impedance elektronky je naopak vysoká.

## První sériově vyráběný tranzistorový přijímač
První sériově vyráběný tranzistorový přijímač na světě, Regency TR-1, byl výsledkem spolupráce amerických společností Texas Instruments a IDEA. V roce 1954 společnost Texas Instruments vyvinula a postavila prototyp přijímače. Začala hledat výrobce, ale žádná z velkých amerických společností, které působily v oblasti elektroniky, nabídku na výrobu nepřijala. Nakonec začala tranzistorové přijímače vyrábět menší společnost IDEA.
Kapesní tranzistorový přijímač Regency TR-1 byl dán do prodeje během listopadu roku 1954. Přijímač měl jen čtyři tranzistory. Jeden tranzistor pracoval jako kmitající směšovač, další dva zesilovaly mezifrekvenční signál a poslední byl zapojen jako nízkofrekvenční zesilovač.
Rok po uvedení Regency TR-1 na trh, tedy ke konci roku 1955, se počet prodaných přijímačů přiblížil k číslu 100 000. Co se týče vzhledu a velikosti, byl Regency TR-1 dobře přijat. Recenze výkonnosti TR-1 už nevyzněly tak příznivě.

## Vstup Japonska na trh tranzistorových přijímačů
V srpnu 1955 vstoupila na americký trh tehdy ještě poměrně malá japonská společnost Tokyo Telecommunications Engineering Corporation s pětitranzistorovým přijímačem TR-55 pod novou značkou Sony.
Sony byla první japonská společnost, schopná sériově vyrábět všechny komponenty potřebné k výrobě tranzistorových rádiopřijímačů. Přijímače TR-55 se neprosadily a podle odhadu jich bylo vyrobeno jen asi pět až deset tisíc. Ani další přijímač Sony TR-7 se příliš neprodával.
Ke konci roku 1957 došlo ke změně situace. V USA byl představen nový kapesní tranzistorový přijímač Sony TR-63, který značně překonával Regency TR-1. Sony TR-63 měl menší rozměry než Regency TR-1 a byl navržen pro nižší napájecí napětí, takže mu stačila k napájení 9V destičková baterie. Stejně jako původní Regency TR-1 byl nabízen v několika barvách.
Do USA bylo dovezeno přibližně 100 000 přijímačů Sony TR-63, což už představovalo určitou konkurenci pro americké výrobce. Následně začaly být do USA dováženy tranzistorové přijímače dalších japonských výrobců (Toshiba, Sharp, apod.). V roce 1959 bylo ve Spojených státech amerických prodáno více než 6 000 000 japonských tranzistorových přijímačů, což vedlo mj. k zastavení výroby přijímačů Regency.

## Tranzistorové přijímače v bývalém Československu
V bývalém Československu byly v roce 1955 k dispozici germaniové nízkofrekvenční tranzistory domácí výroby. Novější řada, zahrnující nízkofrekvenční i vysokofrekvenční tranzistory, se objevila roku 1958. Téhož roku podnik TESLA Přelouč zahájil výrobu tranzistorového přenosného kabelkového přijímače T58 (TESLA 2800B). 
Přijímač T58 měl feritovou anténu, reproduktor o průměru 95 mm a byly v něm použity plošné spoje. Obsahoval celkem devět germaniových tranzistorů a jednu diodu. Zapojení přijímače bylo navrženo se samostatným směšovačem (tranzistor 154NU70) a oscilátorem (rovněž tranzistor 154NU70). Třítranzistorový mezifrekvenční zesilovač byl osazen tranzistory 153NU70, diodový demodulátor hrotovou diodou 1NN40 a nízkofrekvenční zesilovač jedním tranzistorem 104NU70 a třemi tranzistory 103NU70. Přijímač byl určen pro příjem rozhlasu v pásmu středních vln a postačovalo mu napájecí napětí 6 V.
Po kabelkovém přijímači T58 se v Československu roku 1960 začal vyrábět také kapesní tranzistorový přijímač, určený pro příjem v pásmu středních vln, s označením T60 (TESLA 2701B). 
Počet tranzistorů se oproti staršímu a většímu přijímači T58 snížil. Přijímač byl navržen s kmitajícím směšovačem (tranzistor 156NU70), dvoustupňovým mezifrekvenčním zesilovačem (dva tranzistory 155NU70), diodovým demodulátorem (dioda 1NN41) a čtyřtranzistorovým nízkofrekvenčním zesilovačem (tranzistory 103NU70). Napájení přijímače zajišťovala standardní 9V destičková baterie. Rozměry přijímače T60 (128 × 80 × 40 mm) vyšly konstruktérům o něco větší než u amerického Regency TR-1 (127 × 76 × 32 mm).
Československé tranzistorové přijímače následně prošly modernizací. Začaly se používat křemíkové tranzistory, magnetostrikční filtry soustředěné selektivity, elektrolytické kondenzátory s axiálními vývody a nakonec také integrované obvody. Příkladem může být kapesní přijímač z roku 1970, nazvaný IN70 (TESLA 2715B). 
Postupně došlo k ukončení výroby československých kapesních tranzistorových přijímačů a domácí produkci nahradil dovoz ze zahraničí. Jeden z posledních československých sériově vyráběných, a současně obvodově nejjednodušších, kapesních tranzistorových přijímačů je Puk (TESLA 2715B). 